# Alloscirtetica frieseana
Alloscirtetica frieseana là một loài Hymenoptera trong họ Apidae. Loài này được Herbst mô tả khoa học năm 1920.